# Смульник (Великопольське воєводство)
Смульник (пол. Smólnik) — село в Польщі, у гміні Кшимув Конінського повіту Великопольського воєводства.
Населення — 220 осіб (2011).
У 1975-1998 роках село належало до Конінського воєводства.

## Демографія
Демографічна структура станом на 31 березня 2011 року:
|          | Загалом | Допрацездатний вік | Працездатний вік | Постпрацездатний вік |
| -------- | ------- | ------------------ | ---------------- | -------------------- |
| Чоловіки | 99      | 17                 | 73               | 9                    |
| Жінки    | 121     | 36                 | 65               | 20                   |
| Разом    | 220     | 53                 | 138              | 29                   |